# بيتر هيوز
بيتر هيوز (بالإنجليزية: Peter Hughes)‏ هو ممثل بريطاني، ولد في 20 مايو 1922 بلندن في المملكة المتحدة.

## أعمال

### أفلام
- (1996) إيفيتا[2][3][4]

## وصلات خارجية
- بيتر هيوز على موقع IMDb (الإنجليزية)
- بيتر هيوز على موقع روتن توميتوز (الإنجليزية)
- بيتر هيوز على موقع ألو سيني (الفرنسية)
- بيتر هيوز على موقع أول موفي (الإنجليزية)
- بيتر هيوز على موقع قاعدة بيانات الأفلام السويدية (السويدية)
- بيتر هيوز على موقع كينوبويسك (الروسية)